# Comuna Botvînivka, Hrîstînivka
Botvînivka (în ucraineană Ботвинівка) este o comună în raionul Hrîstînivka, regiunea Cerkasî, Ucraina, formată din satele Botvînivka (reședința) și Hreblea.

## Demografie
Componența lingvistică a comunei Botvînivka
     Ucraineană (99,06%)
     Alte limbi (0,94%)
Conform recensământului din 2001, majoritatea populației comunei Botvînivka era vorbitoare de ucraineană (99,06%), existând în minoritate și vorbitori de alte limbi.